# 下甸桥港区
31°31′55″N 120°19′59″E / 31.53201°N 120.33315°E
下甸桥港区，位于中华人民共和国江苏省无锡市梁溪区，是当地的一个口岸、二类口岸。

## 沿革
该港区隶属于无锡港务公司，是江苏省内河港口惟一具备水陆通关功能的国家二类口岸。2005年，作为无锡口岸的重点工程之一，港区进行扩建。2006年，下甸桥港区一期改扩建工程竣工投运，拥有两个500吨级运河集装箱船泊位，吞吐量达3万标箱。主要项目为货场库房建设、南长物配市场交易楼、门式起重机和短驳牵引车等现生产设备设施以及安全技术更新改造项目。